# Carl Graebe
Pour les articles homonymes, voir Graebe.
Carl Graebe, né le 24 février 1841 à Francfort-sur-le-Main et décédé le 19 janvier 1927 à Francfort-sur-le-Main, est un chimiste allemand. Il est connu pour avoir travaillé avec Carl Liebermann à la synthèse de l'alizarine.

## Biographie
Il est le fils ainé de Carl Graebe (1797-1879), commerçant et consul de la province de Hesse à Francfort, bienfaiteur du quartier de Francfort-Praunheim (une rue, « Graebe-Straße », y porte toujours son nom).
Carl Graebe étudia durant une brève période dans une école d'art à Francfort, puis à l'université de Karlsruhe, et enfin à l'université de Heidelberg. Il travaille finalement pour une entreprise de produits chimiques, Meister Lucius und Brüning à Höchst (devenu Hoechst, et aujourd'hui Sanofi Aventis) où il supervise la production de fuchsine. Il cherche aussi de nouveaux colorants violet à partir de diiode et trouve par la même occasion des colorants verts (toujours à base de diiode). Cependant, ces recherches sur l'iode finirent par lui causer une inflammation à l'œil, le forçant à quitter l'usine. Il retourne donc à l'université.
En 1862, sous la direction de Robert Wilhelm Bunsen, Carl Graebe obtient son doctorat de l'Université de Heidelberg.
Il rejoint en 1865 Adolf von Baeyer, alors professeur à la Gewerbeakademie Berlin. C'est cette même année que Friedrich Kekulé découvre la structure du benzène, révolutionnant en grande partie la chimie organique, et incite Graebe à reprendre ses travaux sur la chimie des dérivés benzéniques. Il travaille pendant un temps sur les quinones. En 1868, ses travaux conjoints avec Carl Liebermann mènent à la découverte de la structure chimique de l'alizarine, un colorant rouge-orangé qui avait été extraite et isolée des racines de la garance par le chimiste français Pierre Jean Robiquet en 1825, et à sa synthèse à partir de l'anthracène. Cette première synthèse d'un colorant naturel accroît de façons spectaculaire la réputation mondiale de la jeune industrie de colorants allemande., et contribuera nettement à la crise de la culture de la garance, notamment en France. En 1869, les deux chimistes déposent le brevet sur la fabrication de l'alizarine à partir de l'anthracène en Prusse (23 mars 1869), en France et en Angleterre. Graebe introduit à la même époque la nomenclature ortho-meta-para pour désigner les formes substituées du benzène.
En 1868, Carl Graebe obtient son habilitation, et il devient en 1869 Privatdozent à l'université de Leipzig. De 1870 à 1877 il est professeur titulaire de chimie à l'université de Königsberg, puis de 1878 à 1906 à l'université de Genève.
Il comptera parmi ses étudiants Vera Bogdanovskaia, qui fera sa thèse de doctorat sur la dibenzylcétone, en 1892 sous sa direction à Genève. Elle est connue  pour être l'une des premières femmes chimistes russes, et également l'une des premières victimes de la recherche en chimie, mourant dans l'explosion de son laboratoire en 1896, alors qu'elle tentait de synthétiser le  phosphaéthyne . 
Carl Graebe meurt à Francfort en 1927.